# Gent–Wevelgem 2016
Das 78. Gent–Wevelgem 2016 war ein Eintagesrennen in Belgien in der Region von Flandern. Es fand am Ostersonntag, den 27. März 2016, statt. Es gehörte zudem zur UCI WorldTour 2016 und war das siebente von insgesamt 28 Rennen der Serie.
Überschattet wurde das Rennen von einem Sturz des Belgiers Antoine Demoitié vom belgischen Team Wanty-Groupe Gobert, der in der Nacht zum Ostermontag seinen schweren Kopfverletzungen erlegen ist.

## Teilnehmende Mannschaften
| WorldTeams (18)- AG2R La Mondiale - Astana - BMC Racing Team - Cannondale - Dimension Data - Etixx-Quick Step - FDJ - Giant-Alpecin - IAM Cycling - Katusha - Lampre-Merida - Lotto-Soudal - Lotto NL-Jumbo - Movistar Team - Orica-GreenEDGE - Sky - Tinkoff - Trek-Segafredo Professional Continental Teams (7)- Bardiani CSF - CCC Sprandi Polkowice - Cofidis, Solutions Crédits - Direct Énergie - Roompot-Oranje Peloton - Topsport Vlaanderen-Baloise - Wanty-Groupe Gobert |
| |

## Rennergebnis
| #      | Fahrer               | Team                | Zeit       |
| ------ | -------------------- | ------------------- | ---------- |
| Sieger | Peter Sagan          | Tinkoff             | 5h 55' 12" |
| 2.     | Sep Vanmarcke        | Team Lotto NL-Jumbo | gl. Zeit   |
| 3.     | Viacheslav Kuznetsov | Team Katusha        | gl. Zeit   |
| 4.     | Fabian Cancellara    | Trek-Segafredo      | gl. Zeit   |
| 5.     | Arnaud Démare        | FDJ                 | + 0' 11"   |
| 6.     | Fernando Gaviria     | Etixx-Quick Step    | gl. Zeit   |
| 7.     | Jürgen Roelandts     | Lotto Soudal        | gl. Zeit   |
| 8.     | Jacopo Guarnieri     | Team Katusha        | gl. Zeit   |
| 9.     | Greg Van Avermaet    | BMC Racing Team     | gl. Zeit   |
| 10.    | Michael Mørkøv       | Team Katusha        | gl. Zeit   |